# ميليسا بانك
ميليسا بانك (بالإنجليزية: Melissa Bank)‏ (1961، فيلادلفيا في الولايات المتحدة)؛ كاتِبة وروائية أمريكية.

## روابط خارجية
- ميليسا بانك على موقع IMDb (الإنجليزية)
- ميليسا بانك على موقع قاعدة بيانات الفيلم (الإنجليزية)